# Nocera Terinese
Nocera Terinese es una localidad italiana de la provincia de Catanzaro, región de Calabria,  con 4.795 habitantes.

## Evolución demográfica
| Gráfica de evolución demográfica de Nocera Terinese entre 1861 y 2001 |
|                                                                       |
| Fuente ISTAT - elaboración gráfica de Wikipedia                       |